# Beugvisserij

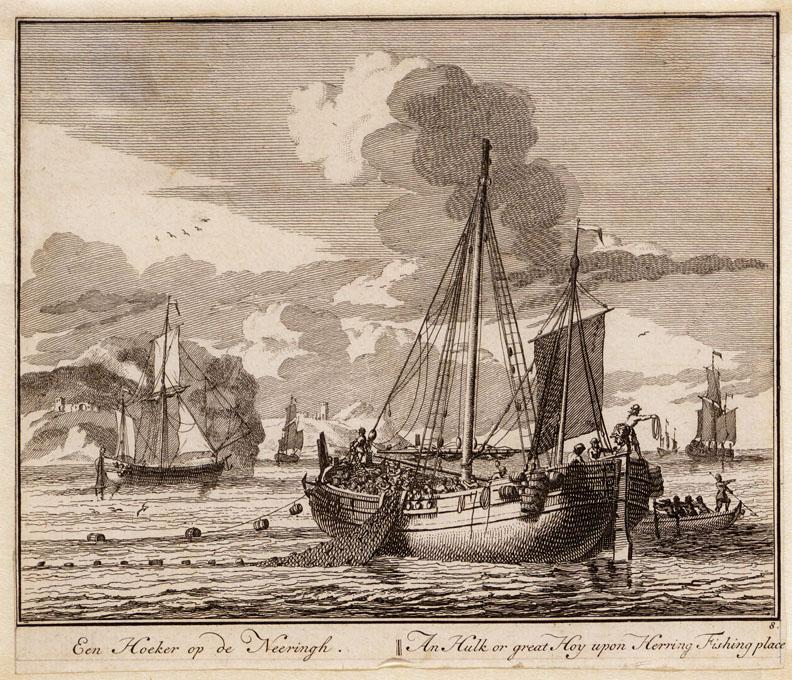
Adolf van der Laan: Een Hoeker op de nering circa 1720

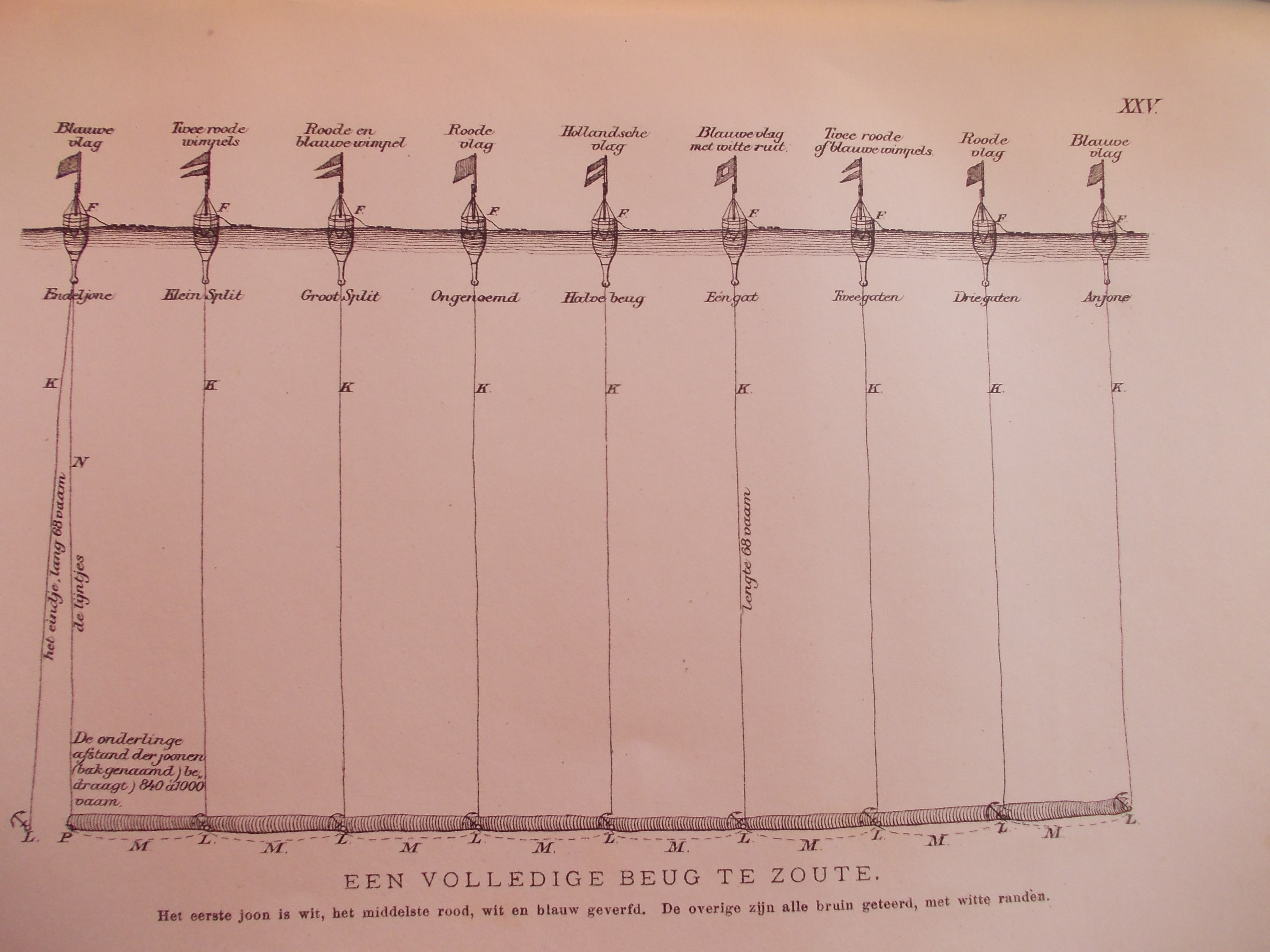
Vistuig beugvisserij op kabeljauw: F=jonen, K=baaklijnen, L=werpankers, N= 'de lijntjes', M=sneuen, P=Lood à 2 kg

Beugvisserij was de bekenste en belangrijkste vorm van de  zogeheten hoekwantvisserij. Dit historische begrip was in feite een verzamelwoord voor drie onderliggende visserijen, namelijk de kolvisserij, traapvisserij en de hier beschreven beugvisserij.

## Vistuigen en vissersschepen
In de drie gevallen was sprake van een vistuig dat was samengesteld uit een of meer lijnen waaraan op hun beurt een of meerdere geaasde haken waren bevestigd. Buiten de traapvisserij mag bij de twee andere hoekwantvisserijen worden gesproken van een statische visserij. De beugvisserij van verschillende Maassteden werd gedurende een aantal eeuwen uitgeoefend vanaf buizen. Een deel ervan was uitsluitend gericht op de beugvisserij. In andere gevallen hadden de buizen tot bijna het eind van het jaar de vleetvisserij op haring uitgeoefend. Aansluitend daaraan werden meerdere schepen uit zo'n vloot vervolgens uitgerust voor de beugvisserij. Naast de buis verscheen in later tijden de hoekerbuis. Daarop volgden de jaren van de hoeker. Tijdens de nog steeds actieve periode van die hoeker als vissersschip liep te Vlaardingen in 1819 het eerste scheepstype sloep af van een Vlaardingse werf. Het betrof een van oorsprong Frans scheepstype dat als een chaloupe werd omschreven.
Rond 1891 was in Vlaardingen en in Maassluis vooral de nieuw-model sloep in de vaart aan het komen. In het genoemde jaar liep voor rekening van de reder A. Hoogendijk Jz. ook een stalen sloepschip van de werf. Deze voldeed volgens de reder-eigenaar zowel bij de beugvisserij 'te versche' als bij de beugvisserij 'te zoute' en bij de vleetvisserij op haring. Men gaat ervan uit dat de naam hoeker en de benaming hoekwantvisserij hun oorsprong vinden bij het kernwoordje 'hoek'. Dit is het vroeger gebruikte woordje voor 'haak'. Aan de toenmalige grotere vissersplaatsen van de Maas, te weten de plaatsen Rotterdam, Vlaardingen en Maassluis, dienen voor wat betreft de beugvisserij te worden toegevoegd de kleinere vissersplaatsen Spijkenisse, Pernis, Zwartewaal en Middelharnis. De eerstgenoemde — toen grotere — vissersplaatsen hielden zich bezig met tweeërlei vormen van visserij. De hier besproken beugvisserij stond naast de elders beschreven vleetvisserij op haring. Die eerstgenoemde visserij was wellicht een verbeterde en rendabeler uitvoering van de toenmalige kolvisserij. Daarbij liet elk bemanningslid een of twee lijnen, met daaraan geaasde haken, vanuit de hand in zee. Het ging in  alle hier vermelde gevallen om zeilschepen.

## Na de haring de kabeljauw

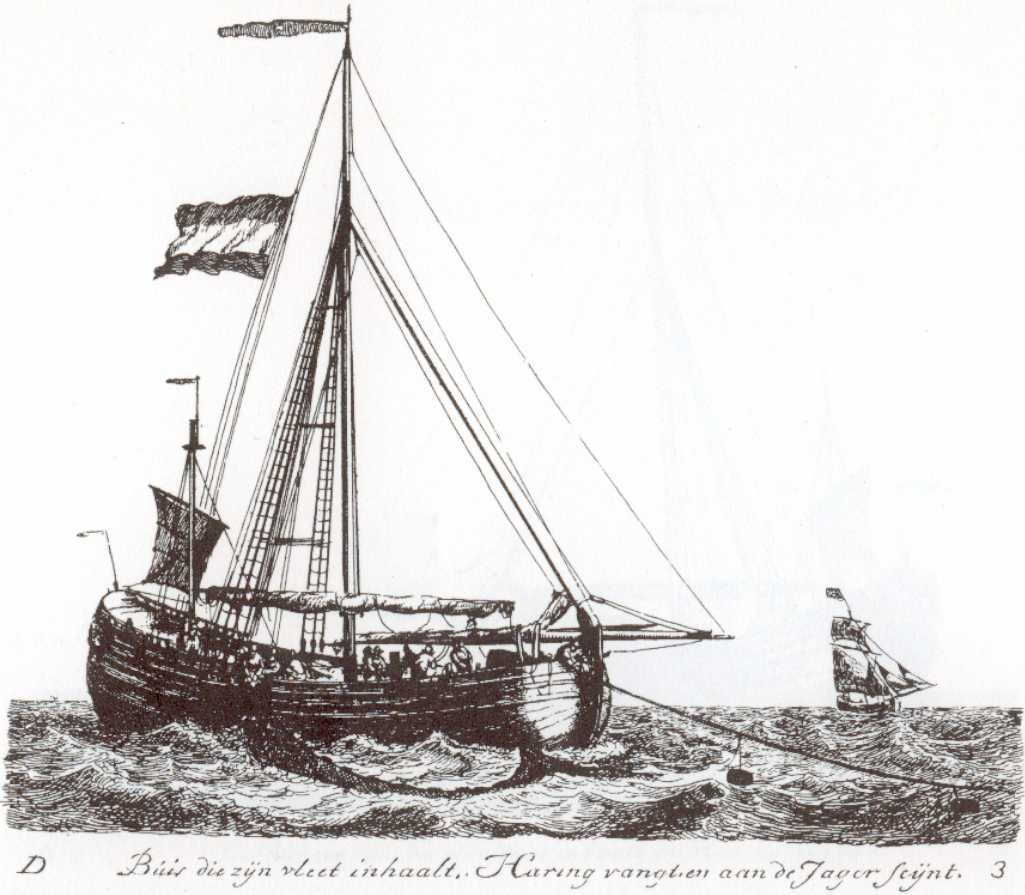
Buis die zijn vleet inhaalt (G. Groenewegen)

De periode van de beugvisserij sloot in veel gevallen aan op het tijdstip waarop de vleetvisserij op haring voor het desbetreffende jaar was afgesloten. Men sprak daarom bij die beugvisserij ook wel over een wintervisserij. De samenstelling van het vistuig van een beugschip was naar huidige maatstaven gemeten een zeer gecompliceerd geheel. Nog los daarvan viel de beugvisserij ook nog eens uiteen in een beugvaart 'te versche' en een beugvaart 'te zoute'. In het eerste geval waren aan boord van het schip zogeheten bunnen aangebracht, bakken met vers zeewater waarin de vis levend kon worden bewaard en aangevoerd. Daarnaast voerde het schip ook ijs mee om de vangst vers te houden. De beugvisserij 'te versche' was enerzijds kostbaarder dan die 'te zoute'. Allereerst omdat een dergelijke reis niet langer dan 8 à 10 dagen kon duren wilde men de vis vers houden. Bij de reizen 'te zoute' ging het om 3½ tot 4 aaneengesloten weken in zee.
Aldus maakte een hoeker 'te versche' tweemaal de kosten van een thuis- en uitreis vergeleken met een hoeker 'te zoute'. Anderzijds echter lag de prijs van verse vis aanzienlijk hoger dan bij gezouten vis. Een gunstige bijkomstigheid was dat een schip met verse vis kon havenen in IJmuiden. In deze nog jonge haven- en vissersplaats was zich een versche-vismarkt gaan ontwikkelen. De post 'havenkosten' was daar billijk en de bereikbaarheid ervan voor de vissersschepen gunstig. In het geval van 'te zoute' werd de gevangen vis aan boord bewerkt, gezouten en in tonnen opgeslagen. De gevulde  tonnen gingen naar de thuishavens. Het ging evenals bij de haringvisserij met de vleet om een passieve vorm van visserij. Want zoals de haringbuizen hun netten in zee neer lieten en vervolgens een periode van afwachting in acht namen, zo gold voor het wintervissen met de beug een rusttijd gedurende de verdere avond en een deel van de nacht.

## Het beugen
In de vroege morgen om 3 uur werd de beug visklaar gemaakt, om omstreeks 7 uur werd ze in zee gezet en vervolgens in de namiddag rond 5 uur binnengehaald. Het vissen met de beug kwam erop neer dat een lange lijn werd uitgezet waaraan op een gecompliceerde wijze zijlijnen met geaasde haken waren aangebracht. Het gehele vistuig was tot ongeveer 12.000 meter lang. Het ging hierbij om een reeks van zo'n 160 aan elkaar bevestigde beuglijnen. Een beuglijn was 42 vadem lang; een vadem stond toen voor ± 1,8 meter. Het samenstel van lijnen waaraan de geaasde haken waren bevestigd rustte uiteindelijk na het uitzetten op de zeebodem. Na het binnenhalen van de beug aan het eind van de middag volgde, na wat te hebben gegeten, een nachtrust die 's morgens om 3 uur werd afgebroken voor het opnieuw gereed maken van de straks in zee neer te laten beug. De bewuste vorm van visserij richtte zich voornamelijk op de vangst van kabeljauw en schelvis. Een naslagwerk van A. Beaujon, een goede vriend van Hoogendijk, leert dat vissersschepen van bepaalde Maassteden voor de uitoefening van de beugvisserij zich destijds óók buiten de Noordzee — namelijk in de wateren rond IJsland — begaven.
De negen zogeheten jonen, in zee gezette drijflichamen die visueel vergelijkbaar waren met sterk uitvergrote dobbers, dienden als drijvers en als bakens. Ze waren alle herkenbaar aan een vlag voor overdag en aan een lantaarn voor de nacht. Werd de visserij 'te zoute' in de na-nacht en overdag bedreven, bij visserij 'te versche' ging het werk dag en nacht door. Dit verklaart de aanwezigheid van de lantaarn aan een joon. Aan de onderzijde was een joon voorzien van een oog. Vanaf een aan dit oog bevestigde baaklijn - waaraan een anker - lag het joon verankerd met de zeebodem. De jonen dreven op 840 vadem van elkaar; tussen hun in de bodem rustende ankers trof men steeds 20 onderling met elkaar verbonden beuglijnen aan. Eén serie van 20 tussen twee ankers liggende beuglijnen noemde men een 'bak'. Tussen de negen jonen bevonden zich dus acht bakken. De eerste lijn van elke reeks van 20 beuglijnen was altijd verzwaard met een loden gewicht. Aan elke beuglijn waren zijlijntjes — de sneuen — bevestigd met daaraan de geaasde haken.

## Beoogde vangsten en het aas
Alhoewel in het verlengde van de beugvisserij op kabeljauw en schelvis ook de bot en de rog worden genoemd zijn de twee eerstgenoemde vissoorten toch de meest belangrijke geweest. De vis werd zowel vers — in bunnen en in ijs — als in tonnen ingezouten aangevoerd. Als aas kwamen verschillende vissoorten en/of visachtigen in aanmerking. Het belangrijkste aas was echter toch wel de prik. De toenmalige vissersschepen voerden in twee met water gevulde bakken zo'n 2000 levende prikken mee. Dagelijks moest het water in de bakken handmatig worden geroerd want het was hoofd- en noodzaak, de prikken tijdens de weken durende reis levend te houden.
Direct voorafgaand aan het uitzetten van de beug werden vanuit de prikkenbak zo'n honderd prikken afgezonderd. De schipper zou de prikken in stukken gaan snijden waarna deze als aas aan de haken van de lijnen zouden worden geslagen. Rond de prik bestond van vissermanszijde een merkwaardig ritueel. Het  qua rang laagste bemanningslid aan boord, de speeljongen, moest stuk voor stuk die honderd levende, kronkelende prikken doodbijten. Dit vond plaats door met een van zijn hoektanden vlak achter de kop van de prik een knauw te geven. Want bij de vangst gold voor het aas: hoe verser en hoe levender, hoe beter. Meteen daarna werd de prik door de schipper in stukken gesneden welke vervolgens aan de haken werden toevertrouwd.
De speeljongen kreeg na dit onsmakelijke ritueel als douceurtje enkele gezoete vijgen of iets dergelijks. Buiten de prik ging het bij het aas om haring, de sardijn en de geep. Daarnaast wordt in de literatuur gesproken over garnalen, stukken koeienlever en voorn. Alhoewel in principe gelijk, bestonden er verschillen tussen de toenmalige beugvisserij op kabeljauw en die op schelvis. Dit had niet alleen betrekking op de vissoort maar ook op de omvang van de daarvoor te hanteren beug, de 'wijde' beug voor de kabeljauw en de 'nauwe' beug voor de schelvis. De laatste telde ook een dubbel aantal zijlijntjes — sneuen — met daaraan de haakjes. De haring, de koeienlever en de sardijn vormden voor de schelvisvangst het gangbare aas.

## Oude visserij
De historie van de visserij waarbij gebruik werd gemaakt van lijnen die waren voorzien van geaasde haken is al een zeer oude; ze gaat terug tot aan de late middeleeuwen. Alhoewel een vaststaand verband niet concreet kan worden aangetoond, kan een relatie tussen 'hoeken' en 'kabeljauwen' — een omschrijving van zekere twisten uit de 14e en 15e eeuw — niet worden ontkend. Meer duidelijkheid over de hier besproken visserijen is terug te vinden in regelgevingen uit de 15e en 16e eeuw en in naslagwerken zoals het Visboeck van Adriaen Coenen uit omstreeks 1581. Zowel uit Coenens teksten als uit zijn tekeningen blijkt de aanwezigheid van de hoekwantvisserijen in zijn tijd. Ook gravures uit de 18e eeuw tonen vissende hoekers. Een toonaangevend naslagwerk van de al genoemde reder Hoogendijk laat zien dat de beugvisserij eind 19e eeuw nog springlevend was. Toch zou ze door gewijzigde omstandigheden binnen de Noordzeevisserij aan het begin van de 20e eeuw haar einde vinden. Gemotoriseerde schepen met sleepnetten namen deze visserij over.

## Bemanning naar rang en haar bezigheden
Schipper
Gezagvoerder. Uitstekende visserman met grote kennis van zaken. Onaantastbaar voor het schipvolk. Zijn wil was wet in de meest directe vorm.
Stuurmansmaat
Naast waarnemer van de schipper ook de uitvoerder van specifieke bezigheden die een stuurmansmaat betroffen.
Matrozen
Zes matrozen, waaruit een kok bij loting was aangewezen. Volwaardige vissers bij het uitzetten/inhalen van de beug en bij de visverwerking.
Oude-jongen
Verantwoordelijk voor het in zee zetten van de jonen bij het uitzetten van de beug. Maakte samen met drie jongeren het dek en de ruimen schoon.
Omtoor
Zogenaamde onthoofder. Sneed de koppen van de gevangen kabeljauwen af. Hielp de oude-jongen bij de schoonmaakwerkzaamheden.
Inbakker
Ordende de lijnen bij het inhalen van de beug. Nam de kok waar. Hielp de oude-jongen bij diens schoonmaakwerkzaamheden.
Speeljongen
Genoemd als 'prikkenbijter'. Manusje van alles. Hielp de oude-jongen bij de schoonmaakwerkzaamheden en de kok bij het scheppen van kolen etc.